# Museu de Belles Arts de Lió
El Museu de Belles Arts de Lió (en francès Musée des Beaux-Arts de Lyon) és un museu d'art que es troba a la ciutat de Lió, regió Alvèrnia-Roine-Alps, França. És un del museus més importants de la ciutat i es compta entre els grans museus d'art de França. Les seves col·leccions tenen un ample abast cronològic, geogràfic i temàtic: de l'art egipci a l'art contemporani i de l'Extrem Orient a Amèrica, amb un èmfasi especial en la pintura europea, particularment la italiana del Renaixement i el barroc i la pintura francesa del segle xvii ençà.

## Edifici
El museu es troba en un edifici anomenat el Palau de Sant Pere. Està situat a la place des Terreaux, prop de l'Ajuntament de la ciutat. L'edifici és una construcció del segle xvii (1659-1685) que va servir com a monestir femení i que ha estat rehabilitat i adaptat per a usos museístics, conservant alguns elements significatius dels espais originals com ara el refetor, la capella o l'escala d'honor, amb decoració estucada. Així mateix, l'antic claustre del monestir ha esdevingut un jardí d'escultures.

## Història
Expulsades les monges de Sant Pere arran de la Revolució Francesa, l'any 1803 s'hi va instal·lar el Museu de Belles Arts creat per recollir les obres d'art procedents d'edificis afectats per la mateixa Revolució i enriquit des de primera hora amb dipòsits de l'Estat. Inicialment el Museu compartia l'edifici amb altres equipaments. Durant les ultimes dècades del segle xix s'hi van fer reformes per a una millor adequació als usos museístics, entre les quals cal comptar la decoració de l'escala monumental a càrrec del gran artista lionès Pierre Puvis de Chavannes (1883-86). A la segona meitat del segle XX el Museu es va obrir a l'art contemporani mitjançant les exposicions temporals i noves adquisicions. Una profunda reforma i posada al dia de les instal·lacions va tenir lloc entre els anys 1990 i 1998.

## Col·leccions

### Escultures dels seglesxixixx
El jardí d'escultures, a l'entrada, i l'antiga església del monestir, acullen una generosa representació de l'escultura francesa dels segles xix i xx d'entre la qual en sobresurten obres importants d'autors com Rodin, A. Bourdelle i Maillol.

### Art antic
És molt notable el conjunt d'objectes d'art egipci, entre els quals sobresurten unes restes de la Tomba de Nebamon a Tebes i la porta d'un temple d època ptolemaica, el temple de Nag al-Madamud o Medamud. Hi ha també peces interessants d'art sumeri, assiri, de Palmira, gregues i romanes

### Objectes d'art i escultures

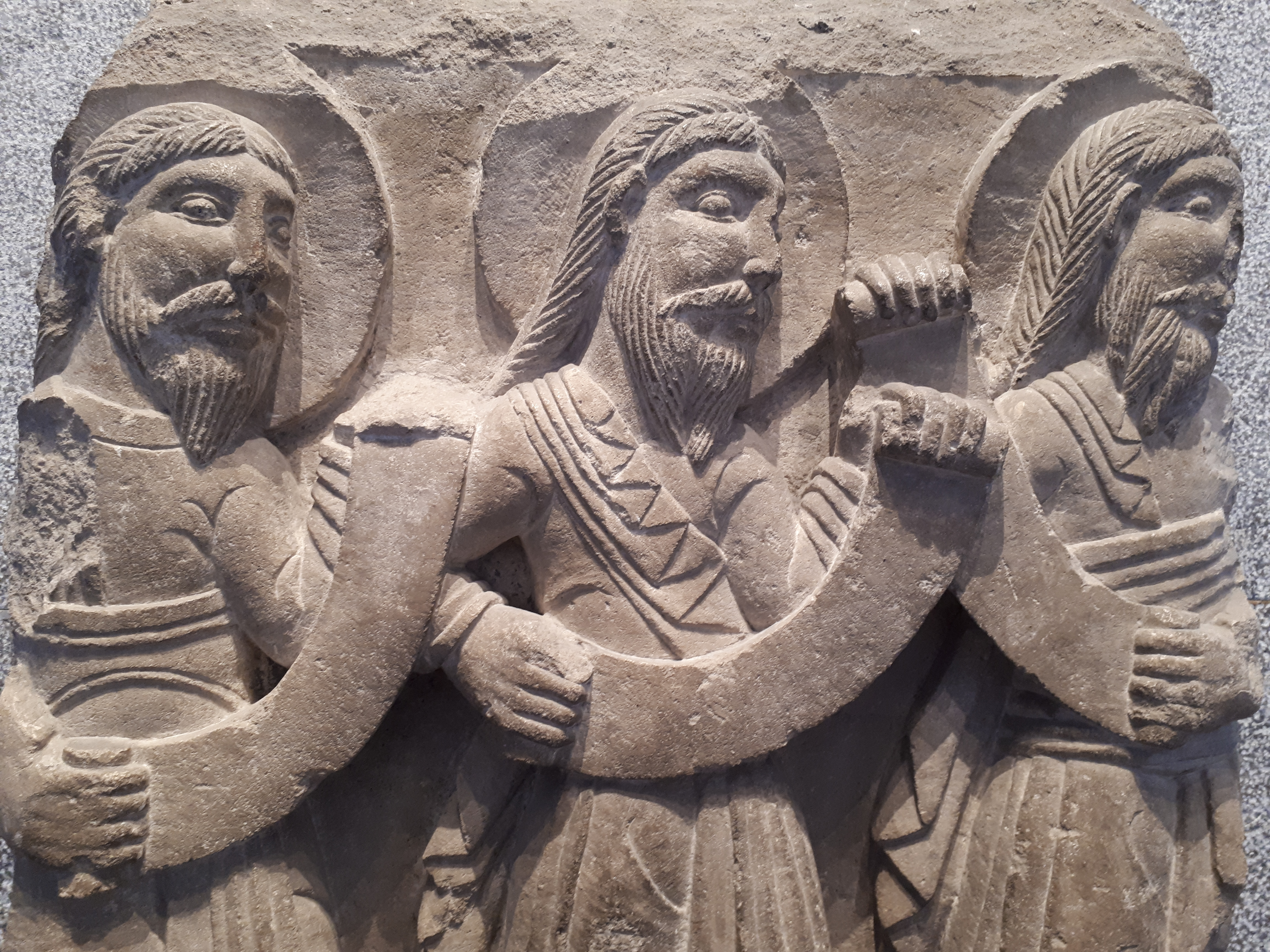
Relleu procedent de la catedral romànica de Vic conservat al Museu de Belles Arts de Lió. Segle XII

S'inclouen en aquesta secció obres d'art islàmic i d'art medieval occidental. Una de les peces més notables és el grup de l'anunciació amb figures de fusta policromada de mida natural, sovint atribuït a Nino Pisano. És igualment remarcable la presència d'alguns testimonis de l'art medieval català, com ara un relleu romànic amb tres profetes, procedent de la catedral de Vic.
A destacar així mateix la presència de bones peces de ceràmica valenciana medieval formant part de les sales dedicades a les arts decoratives.

### Pintura i escultura dels segles XV-XX
Una escala monumental decorada amb pintures murals de Puvis de Chavannes, que era d'origen lionès, condueix fins a la segona planta de l'edifici on el visitant pot trobar una àmplia representació dels tòpics majors de la pintura europea del segle xv ençà.
Entre les pintures medievals es troben els compartiments d'un retaule dedicat a Sant Miquel que és atribuït al pintor valencià Miquel Alcanyís.
Entre els artistes del Renaixement italià hi ha obres importants de Perugino i el Veronès. També s'hi troba una versió de l'Espoli de El Greco.
La pintura barroca és àmpliament representada amb obres de grans artistes com Rembrandt, Rubens, Van Dyck, Poussin, Zurbarán, Jacint Rigau (retrat del gravador Pierre Drevet), Simon Vouet o Philippe de Champaigne.
La pintura francesa del neoclasssicisme al realisme inclou obres d'Ingres, Hippolyte Flandrin, Géricault i Delacroix.
A continuació el visitant troba una àmplia representació de la pintura realista, impressionista i postimpressionistes amb obres de Corot, Fantin-Latour, Monet, Pissarro o Gauguin
A destacar així mateix la representació d'alguns artistes de Lió com Louis Janmot o Victor Orsel
La representació de l'art de les avantguardes del segle XX és bastant testimonial però conté obres remarcables de Picasso, Bacon, i Pierre Soulages.